# Вербовое (Царичанский район)
Вербовое (укр. Вербове) — село, Бабайковский сельский совет, Царичанский район, Днепропетровская область, Украина.
Код КОАТУУ — 1225680502. Население по переписи 2001 года составляло 19 человек.

## Географическое положение
Село Вербовое находится в 3-х км от левого берега реки Орель и в 2-х км от канала Днепр — Донбасс.
На расстоянии в 0,5 км расположены сёла Новостроевка и Ивано-Яризовка.
Река в этом месте извилистая, образует лиманы, старицы и заболоченные озёра.
Рядом проходит автомобильная дорога Т-0413.